# Conflit des îles Spratleys

Carte schématique des revendications en mer de Chine méridionale. La zone où est écrit MALAYSIA est en réalité la ZEE de l’Indonésie. De part et d’autre, la Malaisie possède depuis 1971 une ZEE à l’ouest et a des revendications conflictuelles avec celles de la Chine à l’est. Les revendications territoriales se chevauchent dans les îles Spratleys.

Le conflit des îles Spratleys est un différend territorial en cours entre la Chine, les Philippines, Taïwan, la Malaisie, le Vietnam et Brunei, concernant la souveraineté des îles Spratleys, un archipel formé d'îles, de récifs, bancs et cayes situé dans la mer de Chine méridionale,. Le différend donne lieu à une impasse diplomatique dont les États concernés tentent de sortir à l'aide de tactiques de pression mobilisant notamment des moyens militaires. Toutes les parties au contentieux sauf Brunei occupent certaines parties de l'archipel.
La plupart des « entités maritimes » de cette zone ont au moins six noms : le « nom international », généralement en anglais ; le « nom chinois », parfois différent pour la Chine et Taïwan (et aussi dans des jeux de caractères différents) ; les noms philippins, vietnamiens et malais, et aussi, il y a des noms alternatifs (par exemple, l'île Spratley est également connue sous le nom d'île de la Tempête), et parfois des noms d'origine européenne (français, portugais, espagnol, anglais, etc.).
Sur le territoire philippin, les îles Spratleys sont importantes pour des raisons économiques et stratégiques. La région des Spratleys recèle des réserves potentiellement importantes, mais largement inexplorées, de pétrole et de gaz naturel, c'est une zone productive pour la pêche mondiale, c'est l'une des zones les plus actives du trafic maritime commercial, et les pays environnants obtiendraient un plateau continental étendu si leurs prétentions étaient acceptées. De plus, les Spratleys sont situées sur les principales routes commerciales maritimes vers l'Asie du Nord-Est, ce qui leur donne une importance stratégique pour surveiller l'activité maritime dans la mer de Chine méridionale et potentiellement baser et projeter des forces militaires. En 2014, la Chine a attiré l'attention internationale en raison de ses activités de dragage dans les Spratleys et de sa probable intention d'y renforcer sa présence militaire. En 2015, l'imagerie satellite a révélé que la Chine construisait rapidement un aérodrome sur le récif de Fiery Cross dans les Spratleys tout en poursuivant ses activités de poldérisation sur d'autres sites,,. Les Philippines revendiquent une partie de la zone comme leur territoire en vertu de la Convention des Nations unies sur le droit de la mer, un accord dont certaines parties ont été ratifiées par les pays impliqués dans le conflit. Cependant, la Chine, Taïwan et le Viêt Nam sont les seuls à avoir formulé des revendications fondées sur la souveraineté historique des îles.

## Raisons du conflit
Il existe de multiples raisons pour lesquelles les nations voisines en particulier, et le reste du monde en général, seraient intéressés par les îles Spratleys.

### Hydrocarbures
En 1968, du pétrole a été découvert dans la région. Le ministère de la géologie et des ressources minérales de la république populaire de Chine (RPC) a estimé que la région comporterait des réserves de pétrole et de gaz naturel de 17,7 milliards de tonnes (1,60 × 1 010 kg), par rapport aux 13 milliards de tonnes (1,17 × 1 010 kg) détenues par le Koweït, ce qui en ferait la quatrième plus grand réserve mondiale. L'Agence d'information sur l'énergie conteste cette estimation, estimant qu'il n'y a presque pas de pétrole et qu'il s'y trouve moins de 100 milliards de pieds cubes de gaz naturel. Pourtant, ces grandes réserves potentielles ont contribué à renforcer les revendications territoriales des pays voisins.
En 1968 et 1970, les Philippines ont commencé à prendre leurs revendications territoriales plus au sérieux et ont stationné des troupes sur trois îles qui avaient été revendiquées par Tomás Cloma, le créateur de la micronation de Kingdom of Colonia St John (Freedomland). En 1973, les troupes vietnamiennes étaient stationnées sur cinq îles.
Le 11 mars 1976, la première découverte majeure de pétrole aux Philippines a eu lieu au large de Palawan, près du territoire des îles Spratleys. En 2010, ces gisements de pétrole ont fourni 15 % de tout le pétrole consommé aux Philippines. En 1992, la Chine et le Viêt Nam ont accordé des contrats d'exploration pétrolière à des compagnies pétrolières américaines qui couvraient des zones qui se chevauchent dans les Spratleys. En mai 1992, la China National Offshore Oil Corporation (CNOOC) et Crestone Energy (une société américaine basée à Denver, Colorado) ont signé un contrat de coopération pour l'exploration conjointe du bloc Wan'an Bei-21, une section de 25 155 km2 du sud-ouest de la mer de Chine méridionale qui comprend les régions de l'île Spratleys. Une partie du contrat de Crestone couvrait les blocs 133 et 134 du Viêt Nam, où PetroVietnam, PetroStar Energy (US) et ConocoPhillips Vietnam Exploration & Production, une unité de ConocoPhillips, sont convenus d'évaluer les perspectives en avril 1992. Cela a conduit à une confrontation entre la Chine et le Viêt Nam, chacun exigeant que l'autre résilie son contrat.

### Pêche commerciale
La région est l'une des zones les plus productives au monde pour la pêche commerciale. En 2010, le Pacifique Centre-Ouest (à l'exclusion de la partie la plus septentrionale de la mer de Chine méridionale la plus proche de la côte de la RPC) représentait 14 % des prises mondiales totales, soit 11,7 millions de tonnes. Cela représentait moins de 4 millions de tonnes en 1970. La Chine estime que la mer de Chine méridionale renferme des ressources combinées de pêche et de pétrole et de gaz d'une valeur d'un milliard de dollars. En 1984, Brunei a établi une zone de pêche exclusive englobant le récif Louisa dans le sud-est des îles Spratleys.

### Navigation commerciale
La région est l'une des voies de navigation les plus fréquentées au monde. Au cours des années 1980, au moins 270 navires traversaient chaque jour la région des îles Spratleys. Plus de la moitié du trafic mondial des superpétroliers, en tonnage, transite chaque année dans les eaux de la région. Le trafic de pétroliers dans la mer de Chine méridionale est plus de trois fois supérieur à celui du canal de Suez et cinq fois supérieur à celui du canal de Panama ; 25 % du pétrole brut mondial passent par la mer de Chine méridionale.

## Affrontements
Il y a eu un certain nombre d'affrontements notables dans les îles Spratleys, dont certains sont discutés dans les articles suivants :
- Conflit en mer de Chine méridionale (toujours en cours)
- Invasion de Southwest Cay (1975)
- Campagne de la mer de l'Est (avril 1975)
- Escarmouche du récif de Johnson du Sud (en) (14 mars 1988)
- Affrontement du récif de Scarborough (commencé le 8 avril 2012)
- Crise sino-vietnamienne de 2014 (2014)

## Loi internationale

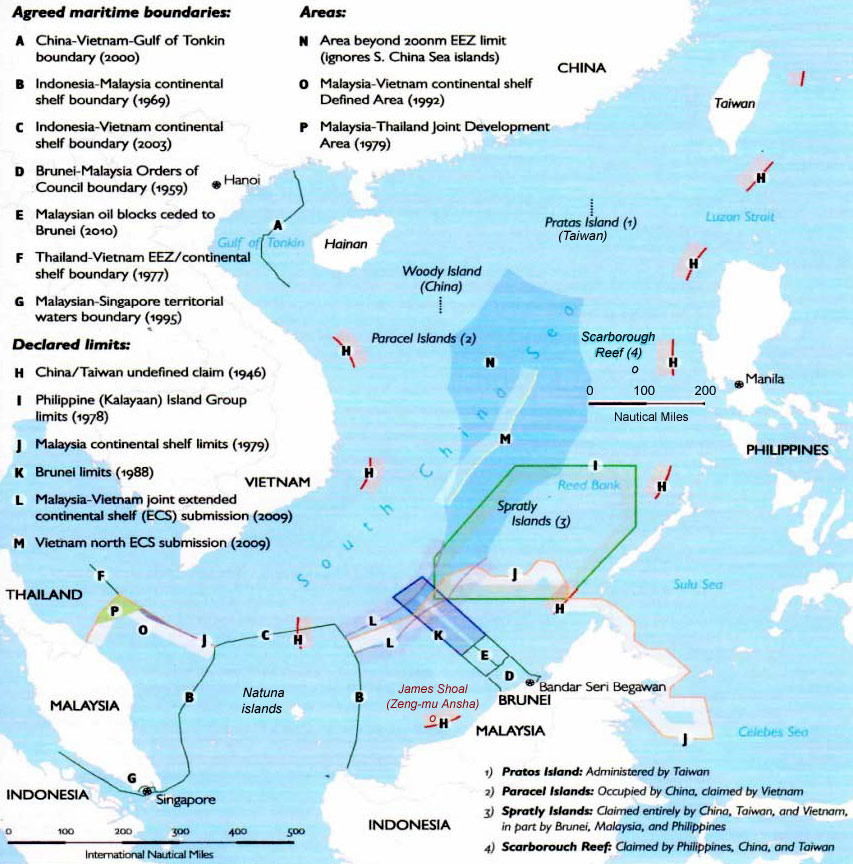
Revendications et accords en mer de Chine méridionale.

### Revendications étendues au plateau continental en 2009
Par le biais de l'UNCLOS, les Nations unies ont permis aux pays dotés de côtes de soumettre des demandes à la Commission des limites du plateau continental (CLPC) pour que leur plateau continental soit étendu au-delà de 200 milles marins. Au 13 mai 2009, 48 pays au total avaient présenté des revendications complètes et des dizaines d'autres avaient soumis des observations préliminaires. Deux des soumissions faites à la CLPC portaient sur des revendications dans la mer de Chine méridionale - une par le Viêt Nam pour sa revendication sur la partie nord de la mer de Chine méridionale (qui comprenait les îles Paracels), et une autre conjointe du Viêt Nam et de la Malaisie pour leur revendication commune sur une « zone définie » au milieu de la mer de Chine méridionale entre les deux pays, qui comprenait une partie des îles Spratleys. Brunei a présenté une communication préliminaire notifiant son intention de revendiquer un plateau continental au-delà de 200 milles marins de ses côtes.
La Chine a immédiatement émis des protestations contre les deux soumissions et a appelé les Nations unies à ne pas les considérer. Elle a également solennellement appelé à ne pas revendiquer les îles qui selon elle relèvent de sa souveraineté.

### Protestations des Philippines auprès du Tribunal international du droit de la mer en 2011
Le 23 mai 2011, l'ancien président philippin Benigno Aquino III a averti le ministre chinois de la Défense en visite Liang Guanglie d'une éventuelle course aux armements dans la région si les tensions s'aggravaient à cause des différends en mer de Chine méridionale. En mars, les Philippines se sont plaintes que des patrouilleurs chinois avaient harcelé un navire d'exploration pétrolière philippin dans les eaux contestées près des Spratleys, et ont ensuite déposé une protestation officielle auprès du Tribunal international du droit de la mer (TIDM).

### Soumission des Philippines à la Cour permanente d'arbitrage en 2013-2016
Le 22 janvier 2013, la république des Philippines a engagé une procédure arbitrale contre la Chine (RPC) devant la Cour permanente d'arbitrage (CPA). Le 19 février 2013, la Chine a rejeté et renvoyé la notification des Philippines. La Cour permanente d'arbitrage fait office de greffe dans cet arbitrage.
Le juge philippin Antonio T. Carpio déclare que l'affaire est uniquement un différend maritime et non de nature territoriale. Les Philippines demandent au tribunal des éclaircissements sur la question de savoir si la ligne en neuf traits de la Chine peut annuler la zone économique exclusive des Philippines telle que garantie par la Convention des Nations unies sur le droit de la mer (CNUDM), dont la Chine est signataire. Dans le cadre de l'affaire, les Philippines demandent également des éclaircissements sur la question de savoir si les rochers à peine (1,8 mètre) au-dessus de l'eau à marée haute (comme le récif de Scarborough), génèrent une ZEE de 200 milles marins (370 km), ou seulement une mer territoriale de 12 milles marins (22 km). Des clarifications quant à savoir si la Chine peut s'approprier des hauts-fonds découvrants, tels que le récif Mischief et le récif de Subi dans la ZEE des Philippines, ont également été incluses dans le dossier. « Les Philippines ne demandent pas au tribunal de délimiter par des mesures nautiques les ZEE qui se chevauchent entre la Chine et les Philippines. Les Philippines ne demandent pas non plus au tribunal quel pays a la souveraineté sur une île, ou un rocher au-dessus de l'eau à marée haute, dans l'ouest de la mer des Philippines ».
Selon un communiqué de presse de la CPA du 12 juillet 2016, « [Le] Tribunal a conclu que, entre les Philippines et la Chine, il n'y avait aucune base juridique permettant à la Chine de revendiquer des droits historiques sur les ressources, au-delà des droits prévus par la Convention, dans les zones maritimes situées à l'intérieur de la "ligne en neuf traits". »

## Mouvements diplomatiques

### Déclaration de l'Association des nations de l'Asie du Sud-Est de 1992 sur la mer de Chine méridionale
Le 22 juillet 1992, l'Association des nations de l'Asie du Sud-Est (ANASE) a publié une déclaration sur la mer de Chine méridionale, soulignant que le différend devait être résolu pacifiquement sans recourir à la violence.

### Accord de 1995
À la suite d'un différend de 1995 entre la RPC et les Philippines, un accord négocié par l'ANASE a été conclu entre la RPC et les pays membres de l'ANASE selon lequel un pays informerait l'autre de tout mouvement militaire dans le territoire contesté et qu'il n'y aurait plus de construction. L'accord a été rapidement violé par la RPC et la Malaisie: réclamant des dommages causés par la tempête, sept navires de la marine de l'APL sont entrés dans la zone pour réparer des « abris de pêche » sur le récif Panganiban (récif Mischief) ; la Malaisie a érigé une structure sur le banc Investigator et a atterri sur le récif Rizal (récif Commodore). En réponse, les Philippines ont déposé des protestations officielles, exigé le retrait des structures, augmenté les patrouilles navales à Kalayaan et invité les politiciens américains à inspecter les bases de la RPC par avion.

### Déclaration sur la conduite des parties en mer de Chine méridionale en 2002
Le 4 novembre 2002 à Phnom Penh, la Déclaration sur la conduite des parties en mer de Chine méridionale a été signée par les 10 ministres des Affaires étrangères des pays de l'ANASE et de la Chine (RPC). Les parties se sont explicitement engagées dans cette déclaration, « à résoudre leurs différends territoriaux et juridictionnels par des moyens pacifiques, sans recourir à la menace ou à l'usage de la force, par des consultations amicales et des négociations entre les États souverains directement concernés ». Les parties se sont également engagées à faire preuve de retenue dans les activités susceptibles de compliquer ou d'aggraver les différends et d'affecter la paix et la stabilité, notamment en s'abstenant d'habiter les îles, récifs, hauts-fonds, cayes et autres éléments actuellement inhabités. Les parties se sont engagées à mettre en œuvre des mesures de confiance, telles que : la tenue de dialogues et d'échanges de vues, selon qu'il conviendra, entre leurs responsables de la défense et de l'armée ; garantir un traitement juste et humain à toutes les personnes en danger ou en détresse; informer volontairement les autres parties concernées de tout exercice militaire conjoint/combiné imminent ; et l'échange, sur une base volontaire, d'informations pertinentes. Les parties peuvent également explorer ou entreprendre des activités de coopération telles que : la protection de l'environnement marin ; recherche scientifique marine; sécurité de la navigation et des communications en mer; opérations de recherche et de sauvetage; et la lutte contre la criminalité transnationale, y compris, mais sans s'y limiter, le trafic de drogues illicites, la piraterie, les vols à main armée en mer et le trafic illégal d'armes.
La déclaration apaise les tensions, mais ne constitue pas un code de conduite juridiquement contraignant.

### Code de conduite en mer de Chine méridionale
En juillet 2012, la Chine (RPC) a annoncé qu'elle était ouverte à l'ouverture de discussions sur le Code de conduite en mer de Chine méridionale, mais a appelé toutes les parties à faire preuve de retenue dans l'esprit des déclarations précédentes et des conventions des Nations unies. Cette annonce a été critiquée par de nombreux États voisins en raison des contradictions observées dans le récif de Scarborough à cette époque où la Chine a établi un contrôle de facto.
Le 2 août 2012, le Sénat des États-Unis a adopté à l'unanimité une résolution déclarant que les actions de la Chine en juillet 2012 pour affirmer unilatéralement le contrôle des territoires contestés dans la mer de Chine méridionale « sont contraires aux principes convenus en matière de résolution des différends et entravent une résolution pacifique ».

### Activités de dragage chinoises

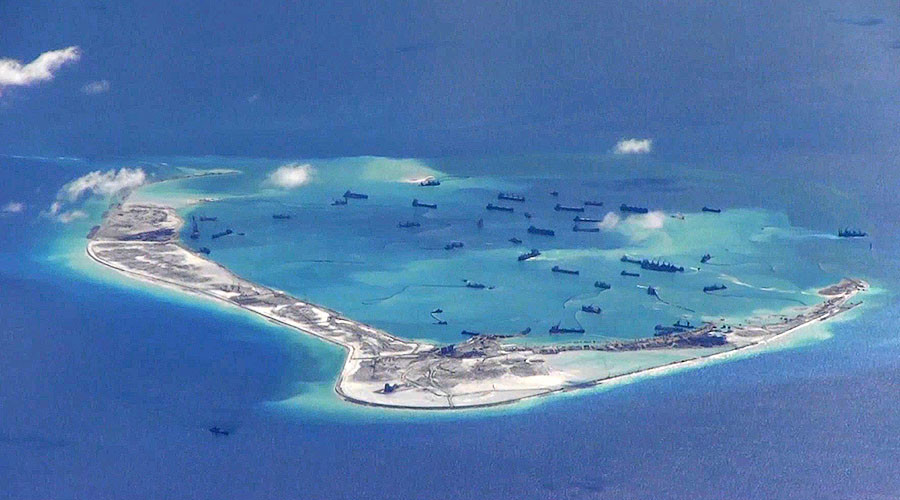
Le récif de Subi transformé en une île artificielle en 2015.

En 2014, Janes a rapporté qu'en 2013-2014, la Chine avait lancé un important programme de dragage et de remise en état des terres sur trois sites des Spratleys. Janes a conclu que «l'effet stratégique du dragage et de la remise en état des terres en Chine en fait le changement le plus important dans le différend de la mer de Chine méridionale depuis l'escarmouche du récif de Johnson du Sud en 1988. Si elle est achevée comme prévu dans les conceptions CGI, la Chine aura sa première piste d'atterrissage dans les îles Spratleys - et une base à partir de laquelle imposer son interprétation de la souveraineté des éléments environnants ».
Janes a également noté que, contrairement aux projections de construction précédentes d'autres pays des Spratleys, « la principale différence entre ces activités et celles de la Chine est qu'elles ont modifié les masses terrestres existantes, tandis que Pékin construit des îles à partir de récifs qui, pour la plupart, étaient sous l'eau à marée haute ».
Il n'y a pas de terme officiel connu pour les projets; l'expression « Grande muraille de sable » a été utilisée pour la première fois par Harry Harris, commandant de la flotte américaine du Pacifique, en mars 2015.

### Construction d'un aérodrome sur le récif de Fiery Cross en 2015
En avril 2015, de nouvelles images satellite ont révélé que la Chine construisait rapidement un aérodrome sur le récif de Fiery Cross, en plus de ses activités de dragage en cours dans les Spratleys. En septembre, la Chine avait achevé une piste de 3 125 mètres.

## Revendications et leur fondement

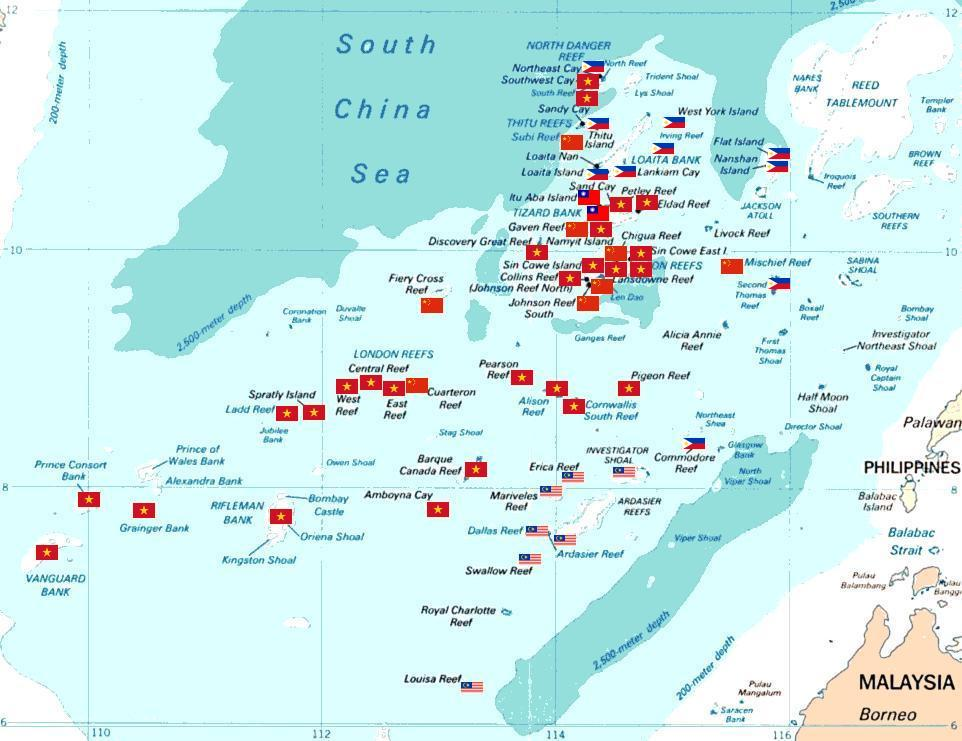
Carte des différents pays occupant les îles Spratleys.

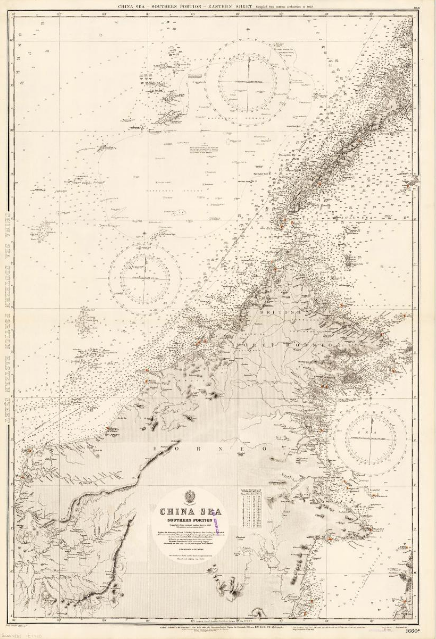
Une grande carte britannique en noir et blanc de la mer dans le nord de Bornéo, publiée pour la première fois en 1881 et corrigée en 1935.

### Philippines

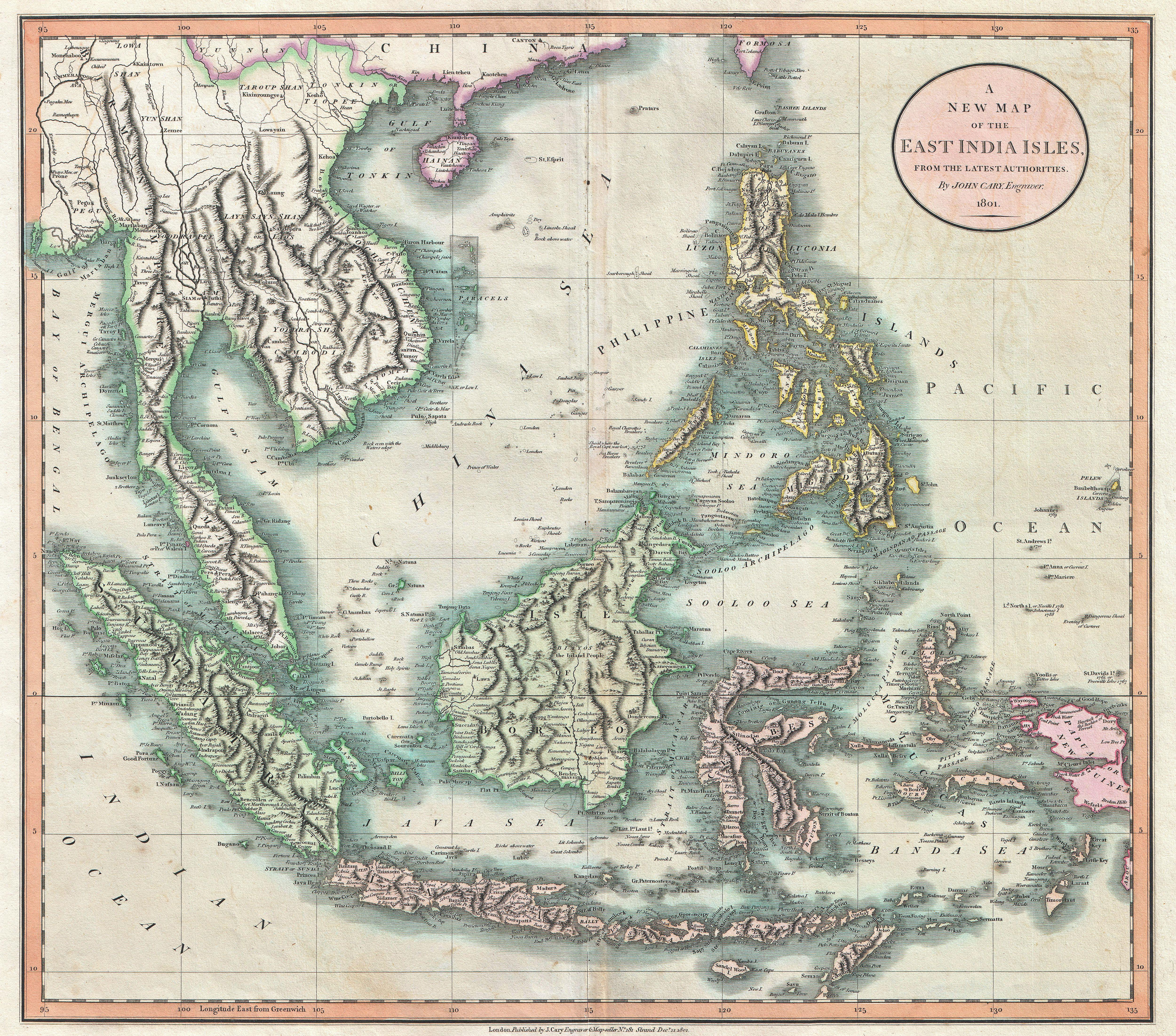
Une carte de 1801 des îles des Indes orientales qui montre l'emplacement des îles Spratleys. La plupart des noms ont changé depuis.

La république des Philippines revendique les îles Spratleys et se fonde sur la souveraineté sur les îles Spratleys sur les questions de res nullius et de géographie.

#### Fondement de la demande des Philippines
Les Philippines soutiennent que leur revendication était res nullius car il n'y avait pas de souveraineté effective sur les îles jusqu'aux années 1930, lorsque la France puis le Japon ont acquis les îles. Lorsque le Japon a renoncé à sa souveraineté sur les îles conformément au traité de San Francisco, il y a eu renonciation au droit sur les îles sans aucun bénéficiaire particulier. Par conséquent, les îles sont devenues res nullius et disponibles pour l'annexion, selon la revendication.
En 1956, un citoyen philippin privé, Tomás Cloma, a déclaré unilatéralement un État sur 53 éléments de la mer de Chine méridionale, l'appelant « Freedomland ». En décembre 1974, Cloma a été arrêté et contraint de signer un document pour transmettre aux Philippines tous les droits qu'il aurait pu avoir sur le territoire pour un peso. Cloma a vendu sa revendication au gouvernement philippin, qui a annexé (de jure) les îles en 1978, les appelant Kalayaan. Le 11 juin 1978, le président Ferdinand Marcos des Philippines a publié le décret présidentiel n° 1596, déclarant les îles Spratleys (ci-après désigné sous le nom de groupe d'îles de Kalayaan) en tant que territoire philippin.

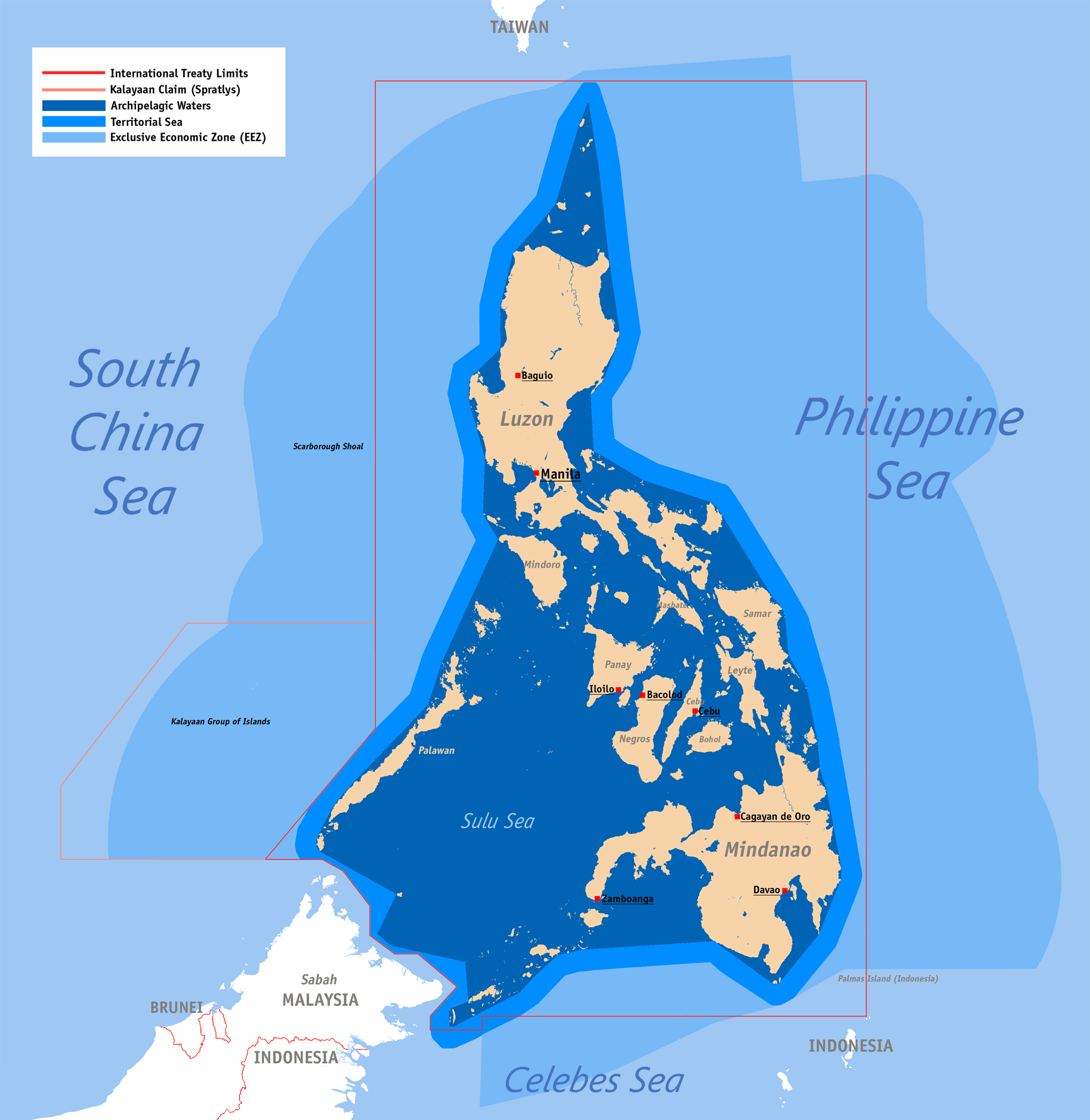
Carte territoriale revendiquée par les Philippines, montrant les eaux intérieures, la mer territoriale, les limites des traités internationaux et la zone économique exclusive.

La revendication philippine de Kalayaan sur une base géographique peut être résumée en affirmant que Kalayaan est distinct des autres groupes d'îles de la mer de Chine méridionale, en raison de la taille de la plus grande île du groupe Kalayaan. [citation nécessaire] Un deuxième argument utilisé par les Philippines concernant leur revendication géographique sur les Spratleys est que toutes les îles revendiquées par les Philippines se trouvent dans sa zone économique exclusive de 200 milles selon la Convention des Nations unies sur le droit de la mer de 1982. Cet argument suppose que les îles étaient res nullius. La république des Philippines soutient également, en vertu du droit maritime, que la république populaire de Chine ne peut pas étendre ses revendications de base aux Spratleys parce que la RPC n'est pas un État archipel.
Le 12 juillet 2016, la Cour permanente d'arbitrage a statué en faveur des Philippines sur la plupart de ses conclusions. Il a précisé que même s'il ne « se prononcerait sur aucune question de souveraineté ... et ne délimiterait aucune frontière maritime », les revendications de droits historiques de la Chine sur les zones maritimes (par opposition aux masses terrestres et aux eaux territoriales) à l'intérieur de la « ligne en neuf traits » n'ont aucun effet légal à moins d'y être autorisés en vertu de l'UNCLOS. La Chine a rejeté la décision, tout comme Taïwan. Huit gouvernements ont demandé que la décision soit respectée, 35 ont publié des déclarations généralement positives notant le verdict mais n'ont pas appelé à s'y conformer, et huit l'ont rejeté. L'Organisation des Nations unies elle-même « n'a pas de position sur le fond juridique et procédural de l'affaire ou sur les revendications contestées », et le 12 juillet, le Secrétaire général des Nations unies « a exprimé l'espoir que la poursuite des consultations sur un code de conduite entre l'ANASE et la Chine dans le cadre de la Déclaration sur la conduite des parties en mer de Chine méridionale conduira à une meilleure compréhension mutuelle entre toutes les parties ».

### Brunei
Brunei revendique la partie de la mer de Chine méridionale la plus proche dans le cadre de son plateau continental et de sa zone économique exclusive (ZEE). En 1984, Brunei a déclaré une ZEE englobant les îlots au-dessus de l'eau qu'il revendique dans le récif Louisa. Brunei ne pratique pas de contrôle militaire dans la région.

#### Fondement de la demande de Brunei
Les revendications de Brunei sur le récif sont fondées sur la Convention des Nations unies sur le droit de la mer (CNUDM). Brunei déclare que la partie sud de la chaîne des îles Spratleys fait en fait partie de son plateau continental, et donc de son territoire et de ses ressources.

### Malaisie
La Malaisie revendique un petit nombre d'îles dans les îles Spratleys et ses revendications ne couvrent que les îles comprises dans sa zone économique exclusive de 200 milles telle que définie par la Convention des Nations unies sur le droit de la mer. La Malaisie a occupé militairement cinq îles qu'elle considère comme faisant partie de son plateau continental. Récif Swallow (Layang Layang / Terumbu Layang / Pulau Layang Layang) était sous contrôle en 1983 et a été transformé en île grâce à une remise en état des terres qui accueille désormais également un centre de plongée. L'armée malaisienne occupe également le récif Ardasier (Terumbu Ubi) et le récif Mariveles (Terumbu Mantanani).

#### Fondement de la demande de la Malaisie
Les revendications de la Malaisie sont fondées sur le principe du plateau continental et ont des coordonnées clairement définies dans les limites de sa ZEE définie en 1979. Cet argument exige que les îles soient res nullius et cette exigence est dite satisfaite car lorsque le Japon a renoncé à sa souveraineté sur les îles conformément au traité de San Francisco, il y a eu renonciation au droit sur les îles sans aucun bénéficiaire spécial. Par conséquent, les îles sont devenues res nullius et disponibles pour l'annexion.

### République populaire de Chine (Chine) et république de Chine (Taïwan)

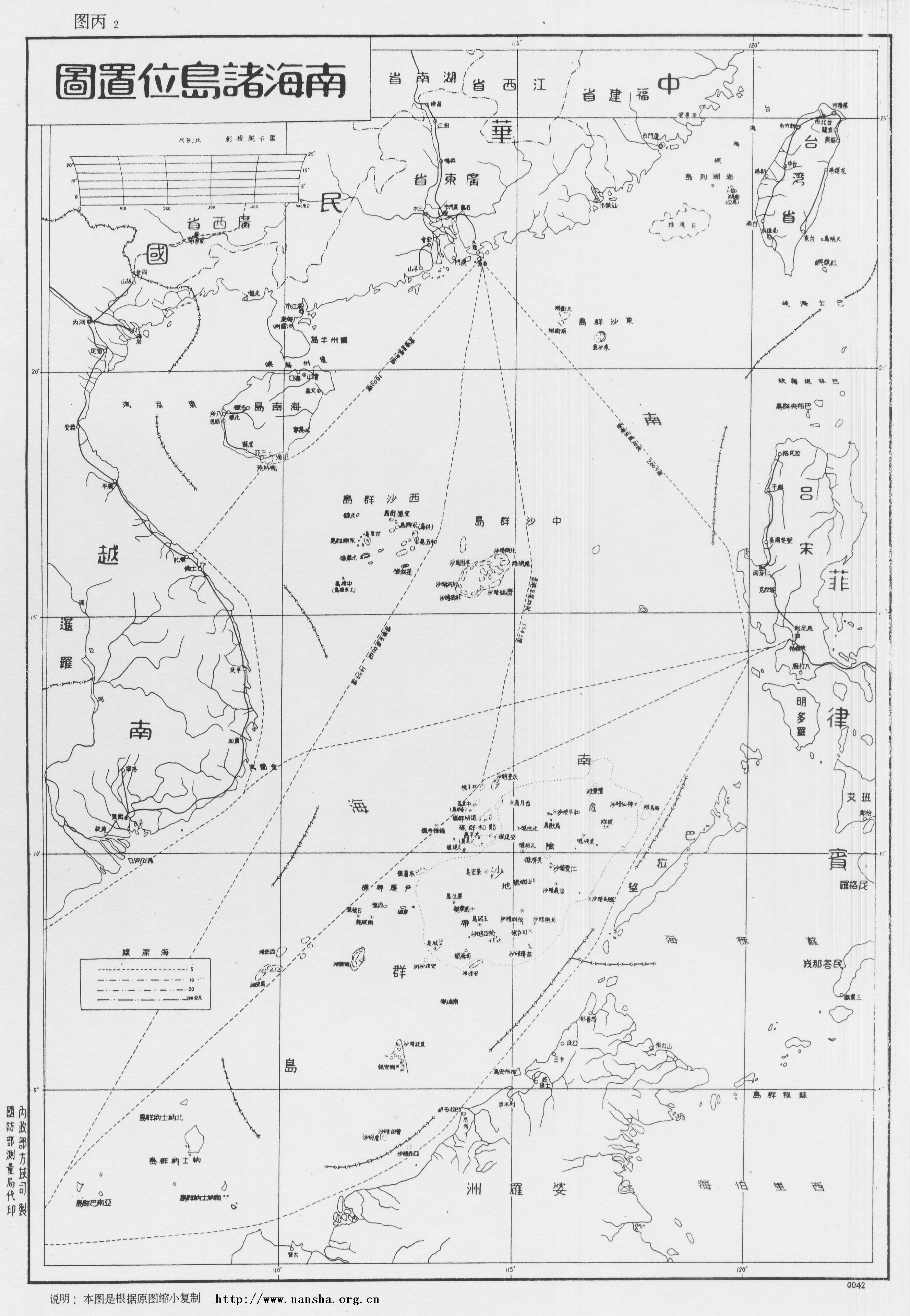
« Carte des îles de la mer de Chine méridionale », par le ministère de l'Intérieur, république de Chine, 1947.

Les revendications de la république populaire de Chine (RPC) sont fondées sur l'histoire et non sur la CNUDM. Cependant, la RPC revendique toujours toutes les îles Spratleys comme faisant partie de la Chine. La RPC est partie à la CNUDM, signant l'accord le 29 juillet 1994.
La république de Chine (ROC), qui gouvernait la Chine continentale avant 1949 et est confinée à Taïwan depuis 1949, revendique également toutes les îles Spratleys.

#### Fondement des revendications de la Chine et de Taïwan
Les pêcheurs chinois pêchent autour des îles depuis 200 av. J.-C. La Chine affirme avoir découvert les îles sous la dynastie Han en 2 av. J.-C. Les îles auraient été marquées sur des cartes compilées à l'époque de la dynastie des Han de l'Est et de Wu de l'Est (l'un des Trois Royaumes de Chine). Depuis la dynastie Yuan au XIIe siècle, plusieurs îles qui pourraient être les Spratleys ont été étiquetées comme territoire chinois selon le Yuanshi, une histoire officielle commandée par l'empereur Hongwu de la dynastie Ming en 1369, qui a fait l'objet de critiques pour sa manque de qualité et nombreuses erreurs. Cet étiquetage s'est également produit sous la dynastie Qing du XVIIe au XIXe siècle ; les îles peuvent avoir figuré sur une carte de 1755, entre autres. Des études archéologiques ont trouvé des restes de poterie et de pièces de monnaie chinoises dans les îles, citées comme preuve de la revendication de la RPC, mais il est plus probable qu'elles proviennent d'épaves de jonques chinoises de passage.
Au XIXe siècle, les Européens ont découvert que les pêcheurs chinois de Hainan séjournaient chaque année sur les îles Spratleys pendant une partie de l'année, tandis qu'en 1877, ce sont les Britanniques qui ont lancé les premières revendications juridiques modernes sur les Spratleys.
Lorsque les Spratleys et les Paracels ont été arpentés par l'Allemagne en 1883, la Chine a émis des protestations contre eux. La Chine a envoyé des forces navales en tournée d'inspection en 1902 et 1907 et a placé des drapeaux et des marqueurs sur les îles. L'État successeur de la dynastie Qing, la république de Chine, revendiquait les îles Spratleys et Paracels sous la juridiction de Hainan.
Les Spratleys et les Paracels ont été conquis de la France par le Japon en 1939. Le Japon a administré les Spratleys via la juridiction de Taïwan et les Paracels via la juridiction de Hainan. Les Paracels et les Spratleys ont été remis au contrôle de la république de Chine par le Japon après la reddition du Japon en 1945, puisque les puissances alliées ont assigné à la république de Chine la réception des redditions japonaises dans cette région.
Après la fin de la Seconde Guerre mondiale, la république de Chine était le « demandeur le plus actif ». La république de Chine a ensuite mis en garnison l'île d'Itu Aba (Taiping) en 1946 et y a affiché des drapeaux et des marqueurs chinois avec l'île Woody dans les Paracels, la France a essayé, mais n'a pas réussi à les faire quitter l'île Woody. Le but de la république de Chine était de bloquer les revendications françaises. La république de Chine a dressé la carte montrant la revendication en forme de U sur l'ensemble de la mer de Chine méridionale, montrant les Spratleys et les Paracels en territoire chinois, en 1947.
La garnison de Taïwan de 1946 à 1950 et 1956-présent sur Itu Aba représente une « occupation effective » des îles Spratleys.
Le 15 mai 1996, le PROC a soumis aux Nations unies sa ligne de base géographique, qui comprenait les îles Paracels et les îles Senkaku/Diaoyu, mais n'incluait pas les îles Spratleys.
Les forces de garnison de Taïwan ont activement repoussé les efforts des Philippines pour construire sur les Spratleys avant 1971. Après le vote de l'ONU pour reconnaître la RPC, le gouvernement de la république de Chine à Taïwan n'était plus en mesure de défendre ses droits. Les Philippines et le Viêt Nam en ont profité pour établir des avant-postes dans les Spratleys.

### Viêt Nam

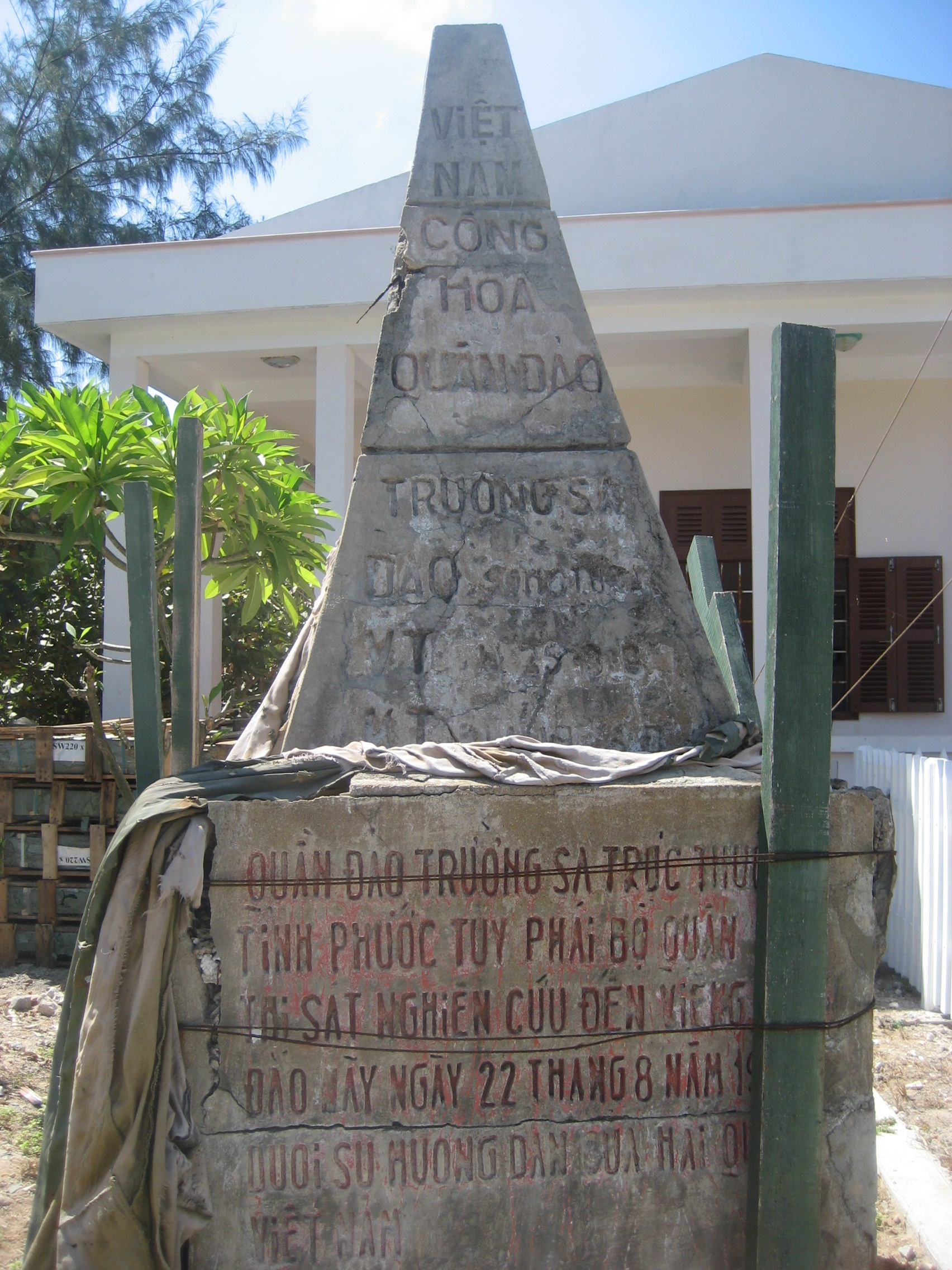
Monument territorial de la république du Viêt Nam (Viêt Nam du Sud) sur Southwest Cay dans les îles Spratleys, définissant la caye comme faisant partie du territoire vietnamien (jusqu'à la province de Phước Tuy). Utilisé du 22 août 1956 à 1975, lorsqu'il a été remplacé par un autre de la république socialiste du Viêt Nam (État successeur après la chute de Saïgon)

Le 25 juillet 1994, le Viêt Nam a ratifié la CNUDM. Lors de la ratification, il a déclaré : « L'Assemblée nationale réitère la souveraineté du Viêt Nam sur les archipels de Hoang Sa et de Truong Sa et sa position de régler les différends relatifs aux revendications territoriales ainsi que d'autres différends dans la mer orientale par des négociations pacifiques dans un esprit d'égalité, de respect et de compréhension mutuels, et dans le respect du droit international, en particulier de la Convention des Nations unies sur le droit de la mer de 1982, ainsi que des droits souverains et de la juridiction des États côtiers sur leurs plateaux continentaux et zones économiques exclusives respectifs. »
La réponse du Viêt Nam à l'allégation de la Chine est que les documents chinois sur Qianli Changsha et Wanli Shitang sont des documents concernant des territoires non chinois. Par exemple, Qianli Changsha et Wanli Shitang ont été mentionnés dans les anciens textes chinois Ling Wai Dai Da et Zhu Fan Zhi comme étant dans la mer de Jiaozhi, Jiaozhi étant l'ancien nom d'une province chinoise dans le monde moderne. jour du nord du Viêt Nam, ou sous forme d'écrits sur des pays étrangers.
Le point de vue du Viêt Nam est que les archives chinoises ne constituent pas la déclaration et l'exercice de la souveraineté et que la Chine n'a déclaré sa souveraineté sur les Spratleys qu'après la Seconde Guerre mondiale.
D'autre part, le Viêt Nam revendique les Spratleys sur la base du droit international sur la déclaration et l'exercice de la souveraineté.

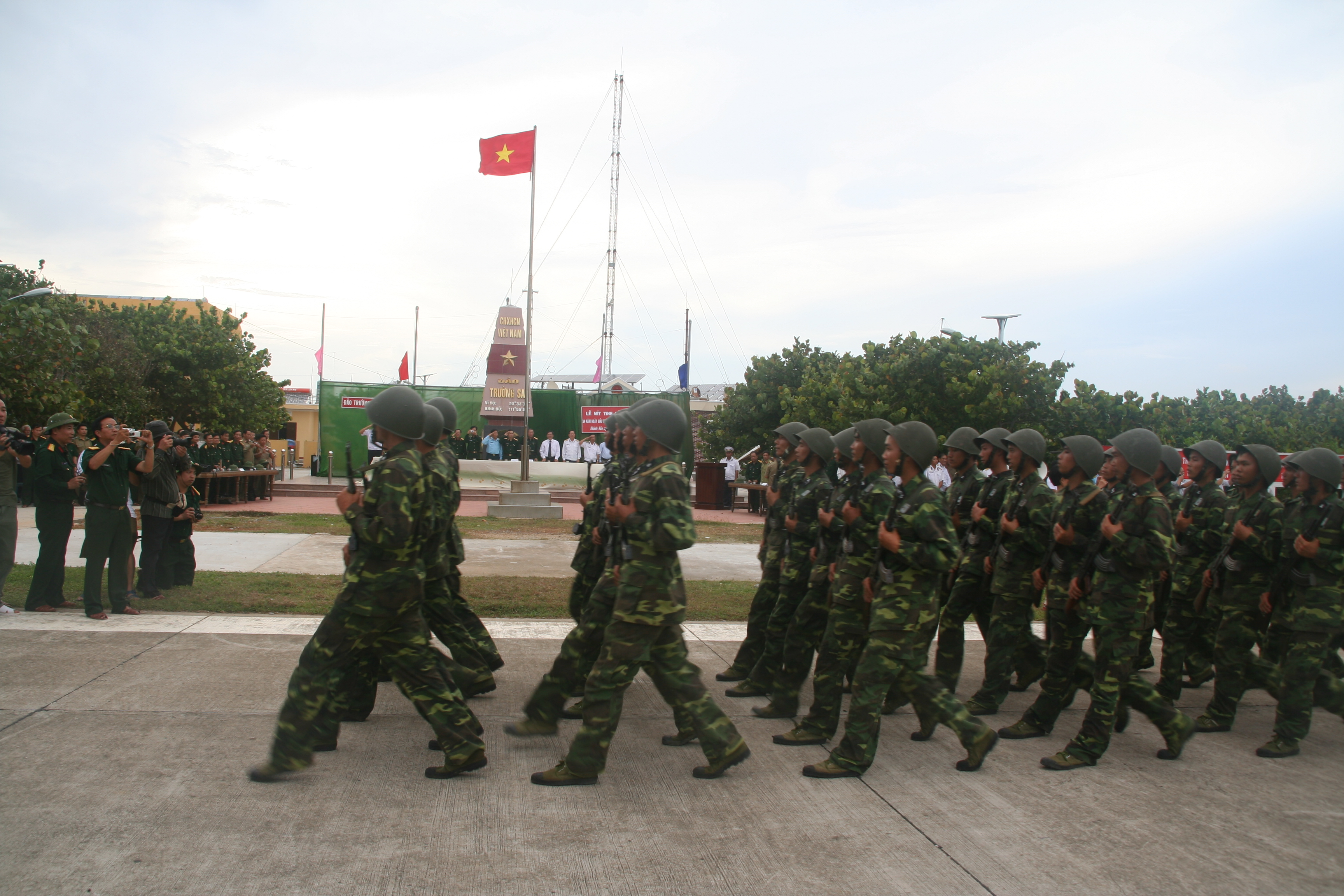
Infanterie navale de la marine populaire du Viêt Nam marchant sur l'île Spratley.

Le Viêt Nam affirme qu'il occupe les îles Spratley et Paracels au moins depuis le XVIIe siècle, alors qu'elles n'étaient sous la souveraineté d'aucun État, et qu'ils ont exercé leur souveraineté sur les deux archipels de manière continue et pacifique jusqu'à ce qu'ils soient envahis par les forces armées chinoises. Dans Phủ biên tạp lục (撫邊雜錄, Documents divers de pacification dans la zone frontalière) par le savant Lê Quý Đôn, Hoàng Sa (îles Paracels) et Trường Sa (îles Spratleys) ont été définies comme appartenant au district de Quảng Ngãi. Dans Đại Nam nhất thống toàn đồ (大南ー統全圖), un atlas du Viêt Nam achevé en 1838, Trường Sa était présenté comme un territoire vietnamien. Le Viêt Nam avait mené de nombreuses enquêtes géographiques et sur les ressources des îles. Les résultats de ces enquêtes ont été consignés dans la littérature et l'histoire vietnamiennes publiées depuis le XVIIe siècle. Après le traité signé avec la dynastie Nguyễn, la France a représenté le Viêt Nam dans les affaires internationales et a exercé sa souveraineté sur les îles.
La déclaration du Caire, rédigée par les Alliés et la Chine vers la fin de la Seconde Guerre mondiale, énumérait les territoires que les Alliés avaient l'intention de dépouiller du Japon et de retourner en Chine. Bien que la Chine soit parmi les auteurs de la déclaration, cette liste n'incluait pas les Spratleys. La réponse du Viêt Nam à l'affirmation de la Chine selon laquelle la déclaration du Caire reconnaissait d'une manière ou d'une autre la souveraineté de cette dernière sur les Spratleys est qu'elle n'a aucun fondement dans les faits.
Lors de la conférence de San Francisco sur le traité de paix avec le Japon, l'Union soviétique a proposé que les Paracels et les Spratleys soient reconnus comme appartenant à la Chine. Cette proposition a été rejetée par une écrasante majorité des délégués. Le 7 juillet 1951, Tran Van Huu, chef de la délégation du gouvernement Bảo Đại (État du Viêt Nam) à la conférence déclara que les Paracels et les Spratleys faisaient partie du territoire vietnamien. Cette déclaration n'a rencontré aucune contestation de la part des 51 représentants présents à la conférence.
Le texte du traité de San Francisco n'énumère pas les Spratleys, ni aucun autre territoire insulaire, à restituer à la Chine.
Les accords de Genève, dont la Chine était signataire, réglèrent la fin de la Première Guerre d'Indochine. L'Indochine française est divisée en trois pays : le Laos, le Cambodge et le Viêt Nam. Le Viêt Nam devait être temporairement divisé le long du 17e parallèle.
Le chapitre I, article 4 stipule : « La ligne de démarcation militaire provisoire entre les deux zones de regroupement définitif est prolongée dans les eaux territoriales par une ligne perpendiculaire à la ligne générale de la côte. Toutes les îles côtières au nord de cette frontière seront évacuées par les forces armées de l'Union française, et toutes les îles au sud de celle-ci seront évacuées par les forces de l'Armée populaire du Viet-nam. »
Le 26 octobre 1955, la république du Viêt Nam (Viêt Nam du Sud) remplace l'État du Viêt Nam (partie de l'Union française) et hérite de ses droits. La Vietnam United Youth League du gouvernement vietnamien, qui dirige le journal Thanh Niên News, affirme que bien que rien n'ait été dit explicitement sur les archipels offshore, qui n'avaient que peu d'intérêt à l'époque, il était clairement compris par toutes les parties que la république du Viêt Nam héritage de tous les territoires vietnamiens de l'Indochine française sous le 17e parallèle. Comme les archipels Paracels et Spratleys (situés sous le 17e parallèle) faisaient partie de l'Indochine française depuis 1933, ils faisaient partie du territoire du « Sud Viêt Nam ». Les Français ont accordé ses titres, droits et revendications sur les deux chaînes d'îles à la république du Viêt Nam.
La république du Viêt Nam a exercé sa souveraineté sur les îles, en plaçant des bornes frontières sur les Spratleys pour indiquer la souveraineté sud-vietnamienne sur l'archipel. Jusqu'à la fin de la guerre du Viêt Nam, la marine de la république du Viêt Nam a exercé un contrôle militaire sur la majorité des îles Spratleys jusqu'en 1975, lorsque les troupes nord-vietnamiennes ont attaqué les troupes sud-vietnamiennes et occupé les îles. Après la guerre du Viêt Nam, le Viêt Nam unifié (république socialiste du Viêt Nam) a continué à revendiquer les îles Spratleys comme une partie incontestablement intégrante du Viêt Nam.

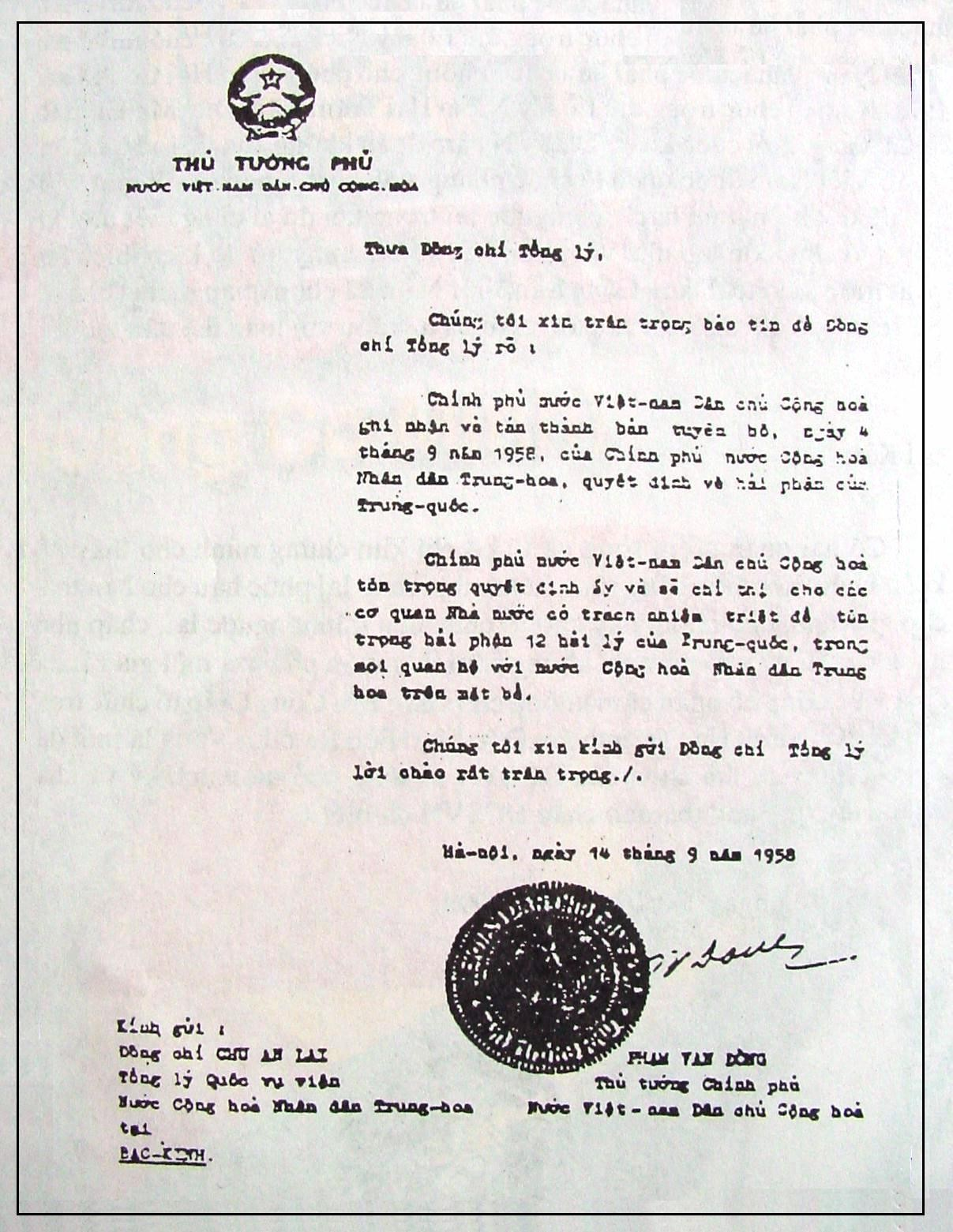
La lettre envoyée par le Premier ministre Phạm Văn Đồng du Viêt Nam du Nord au Premier ministre chinois Zhou Enlai en 1958 concernant la largeur de 12 milles marins des eaux territoriales chinoises.

Lors de la crise sino-vietnamienne de 2014 déclenchée par le positionnement de la plate-forme pétrolière d'exploration Haiyang Shiyou 981 (affrétée par CNOOC) dans la ZEE revendiquée par le Vietnam, la Chine a produit une lettre écrite par l'ancien Premier ministre du Viêt Nam du Nord Phạm Văn Đồng en 1958 comme preuve qu'elle détient la souveraineté sur les îles Paracels et Spratleys. Le journal vietnamien Thanh Niên News affirme que la Chine a intentionnellement déformé la lettre, qui ne contient aucune référence directe à l'une ou l'autre des chaînes d'îles. En outre, il affirme que la Chine ignore l'esprit et l'époque dans lesquels la lettre a été écrite. En ces temps, les deux voisins communistes partageaient des liens très étroits alors que la septième flotte de la marine américaine patrouillait dans le détroit de Taïwan, les menaçant tous les deux. La lettre, selon le journal, représentait un geste diplomatique de bonne volonté qui n'a aucun rapport juridique avec le différend territorial actuel.
Le 4 septembre 1958 la Chine annonce sa décision d'étendre la largeur de ses eaux territoriales à 12 milles marins. Les Nations unies (dont la Chine n'était pas encore membre) venaient de tenir la première Conférence sur le droit de la mer en Suisse en 1956, et les traités qui en résultaient, dont la Convention sur la mer territoriale et la zone contiguë, étaient signés en 1958. Bien que la conférence de l'ONU ait été considérée comme un succès, elle a laissé la largeur exacte des eaux territoriales de chaque nation quelque peu non résolue; les États-Unis, par exemple, ont déclaré qu'elles ne devraient s'étendre que sur trois milles marins.
Le 14 septembre 1958, le Premier ministre du Viêt Nam du Nord, Phạm Văn Đồng a écrit sa lettre au Premier ministre Zhou Enlai en réponse à la déclaration de la Chine.
| Original | Français |
| --- | --- |
| « Thưa Đồng chí Tổng lý, Chúng tôi xin trân trọng báo tin để Đồng chí Tổng lý rõ: Chính phủ nước Việt Nam Dân chủ Cộng hòa ghi nhận và tán thành bản tuyên bố, ngày 4 tháng 9 năm 1958, của Chính phủ nước Cộng hoà Nhân dân Trung Hoa, quyết định về hải phận của Trung Quốc. Chính phủ nước Việt Nam Dân chủ Cộng hòa tôn trọng quyết định ấy và sẽ chỉ thị cho các cơ quan Nhà nước có trách nhiệm triệt để tôn trọng hải phận 12 hải lý của Trung Quốc trong mọi quan hệ với nước Cộng hoà Nhân dân Trung Hoa trên mặt biển. Chúng tôi xin kính gửi Đồng chí Tổng lý lời chào rất trân trọng. » | « Cher Camarade Administrateur général, Nous informons solennellement le Camarade Administrateur général que : Le gouvernement de la république démocratique du Viêt Nam reconnaît et soutient la déclaration datée du 4 septembre 1958 du gouvernement de la république populaire de Chine concernant la décision sur la largeur de la mer territoriale de la Chine. Le gouvernement de la république démocratique du Viêt Nam respecte cette décision et demandera à ses agences d'État de respecter absolument la largeur de 12 milles marins de la mer territoriale chinoise dans toutes les relations maritimes avec la république populaire de Chine. Nous adressons nos salutations respectueuses au Camarade Administrateur général. » |

Le journal vietnamien Thanh Nien News affirme que la lettre n'a aucune pertinence juridique dans les revendications de souveraineté de la Chine sur les archipels Paracels et Spratleys pour les trois raisons suivantes :
- Point 1 : La république démocratique du Viêt Nam (Viêt Nam du Nord) ne contrôlait pas les archipels Paracels et Spratleys au moment où le Premier ministre Dong a écrit sa lettre.
- Point 2 : Les Constitutions de 1946 et 1957 de la république démocratique du Viêt Nam stipulaient que les transferts territoriaux devaient être décidés par une loi du parlement, l'organe le plus puissant du pays. En tant que tel, le Premier ministre n'avait pas le droit de renoncer aux îles.
- Point 3 : La lettre du Premier ministre Pham Van Dong est une déclaration unilatérale rédigée uniquement en réponse à la déclaration de la Chine sur les eaux territoriales de 12 milles marins. La lettre ne fait aucune mention, quelle qu'elle soit, de la souveraineté territoriale sur un quelconque archipel[13].

Les îles occupées par le Viêt Nam sont organisées en district de la province de Khánh Hòa. Selon le recensement de 2009, le district de Trường Sa compte 195 habitants. Lors des élections de la 12e Assemblée nationale (2007-2011) tenues tôt à Trường Sa, le peuple et les soldats ont également voté pour la première fois pour le gouvernement de leur district local. Pour la première fois, Trường Sa est organisé comme un district intérieur normal, avec un canton (Trường Sa) et deux communes (Sinh Tồn et Song Tử Tây). Quarante-neuf personnes ont été élues aux conseils populaires des communes. [citation nécessaire] En juillet 2012, l'Assemblée nationale du Viêt Nam a adopté une loi délimitant les frontières maritimes vietnamiennes pour inclure les îles Spratleys et Paracels.
Champa avait historiquement une grande présence dans la mer de Chine méridionale. Les Vietnamiens ont brisé le pouvoir de Champa lors d'une invasion de Champa en 1471, puis ont finalement conquis les derniers vestiges du peuple Cham lors d'une guerre en 1832. Le gouvernement vietnamien craint que l'utilisation de la preuve du lien historique de Champa avec les îles contestées de la mer de Chine méridionale exposerait les violations des droits de l'homme et les meurtres de minorités ethniques au Viêt Nam, comme lors des soulèvements de 2001 et 2004, et conduirait à la question de Cham l'autonomie étant portée à l'attention.

## Chronologie
- 1734 : La carte de Velarde (en) est publiée, montrant les îles Spratleys et récif de Scarborough sous la juridiction des Philippines. Les Européens du XIXe siècle ont découvert que les pêcheurs chinois de Hainan séjournaient chaque année sur les îles Spratleys pendant une partie de l'année.
- 1870 : Le capitaine de la marine britannique James George Meads établit la micronation Morac-Songhrati-Meads.
- 1883 : Lorsque les Spratleys et les Paracels ont été arpentés par l'Allemagne en 1883, la Chine a émis des protestations.
- 1887 : La convention de frontière sino-vietnamienne de 1887 signée entre la France et la Chine après la guerre sino-française de 1884-1885, qui, selon la Chine, reconnaît la Chine comme propriétaire des îles Spratleys et Paracels.
- 1900 : L'Indochine française coloniale a affirmé que la compagnie d'État Bac Hai avait exercé la souveraineté vietnamienne dans les Spratleys depuis le XVIIIe siècle.
- 1927 : Le navire français SS De Lanessan effectue une étude scientifique des îles Spratleys.
- 1930 : La France lance une deuxième expédition avec La Malicieuse, qui hisse le drapeau français sur une île appelée Île de la Tempête. Des pêcheurs chinois étaient présents sur l'île ; les Français n'ont fait aucune tentative pour les expulser.
- 1933 : Trois navires français prennent le contrôle de neuf des plus grandes îles et déclarent la souveraineté française sur l'archipel aux grandes puissances, dont le Royaume-Uni, les États-Unis, la Chine et le Japon, selon les principes de la convention de Berlin. La France a administré la région dans le cadre de la Cochinchine. Des sociétés japonaises ont demandé à l'autorité française de Cochichine des licences d'extraction de phosphate dans les Spratleys.
- 1939 : L'empire du Japon conteste la souveraineté française sur les îles, affirmant que le Japon a été le premier pays à découvrir les îles. Le Japon a déclaré son intention de placer le groupe d'îles sous sa juridiction. La France et le Royaume-Uni ont protesté et réaffirmé les revendications de souveraineté française.
- 1941 : Le Japon a occupé de force le groupe d'îles et est resté aux commandes jusqu'à la fin de la Seconde Guerre mondiale, administrant la région dans le cadre de Taïwan. Le Japon a établi une base sous-marine sur l'île d'Itu Aba.
- 1945 : Après la reddition du Japon à la fin de la Seconde Guerre mondiale, la république de Chine revendique les îles Paracels et Spratleys. La république de Chine a envoyé des troupes sur l'île d'Itu Aba ; les forces ont érigé des marqueurs de souveraineté et l'ont nommée île Taiping.
- 1946 : La France a envoyé plusieurs fois des navires de guerre dans les îles, mais aucune tentative n'a été faite pour expulser les forces chinoises.
- 1947 : La Chine a produit une carte avec 9 lignes pointillées non définies et a revendiqué toutes les îles à l'intérieur de ces lignes. La France a exigé que les Chinois se retirent des îles.
- 1948 : La France cesse ses patrouilles maritimes près des îles et la Chine retire la plupart de ses troupes.
- 1951 : Lors de la conférence de San Francisco de 1951 sur le traité de paix avec le Japon, l'Union soviétique propose que les Spratleys appartiennent à la Chine. Les délégués ont massivement rejeté cette suggestion. Les délégués du Viêt Nam, qui à l'époque était un protectorat français, ont déclaré la souveraineté sur les îles Paracels et Spratleys, ce qui n'a été opposé par aucun délégué à la conférence. La Chine n'a pas assisté à la conférence et n'était pas signataire du traité.
- 1956 : Le 15 juin 1956, le vice-ministre des Affaires étrangères Un Van Khiem de la république démocratique du Viêt Nam reçoit Li Zhimin, chargé d'affaires par intérim de l'ambassade de Chine au Viêt Nam, et lui dit que « selon les données vietnamiennes, les Xisha et Les îles Nansha font historiquement partie du territoire chinois ». Le Loc, directeur par intérim du département asiatique du ministère vietnamien des Affaires étrangères, était présent et a spécifiquement cité des données vietnamiennes et a souligné que « à en juger par l'histoire, ces îles faisaient déjà partie de la Chine à l'époque de la dynastie Song ».
- 1956 : Tomás Cloma, directeur de l'Institut maritime des Philippines, revendique la souveraineté sur les deux tiers nord-ouest des îles Spratleys, nommant son territoire Kalaya'an (« Freedomland »). La république populaire de Chine, la république de Chine, la France, le Sud-Viêt Nam, le Royaume-Uni et les Pays-Bas ont tous émis des protestations. La république de Chine et le Sud-Viêt Nam ont envoyé des unités navales dans les îles, bien que le Sud-Viêt Nam n'ait laissé aucune garnison permanente. Plus tard dans l'année, le Sud-Viêt Nam a déclaré son annexion des îles Spratleys dans le cadre de sa province de Phước Tuy.
- 1958 : La république populaire de Chine publie une déclaration définissant ses eaux territoriales qui englobent les îles Spratleys. Le Premier ministre du Viêt Nam du Nord, Phạm Văn Đồng, a envoyé une note officielle à Zhou Enlai, déclarant que le gouvernement de la république démocratique du Viêt Nam respectait la décision sur la limite de 12 milles marins des eaux territoriales. Le gouvernement sud-vietnamien et le mouvement révolutionnaire communiste du Viêt Nam du Sud ont continué à affirmer que les Spratleys appartenaient au Viêt Nam.
- 1961–63 : Le Viêt Nam du Sud a établi des marqueurs de souveraineté sur plusieurs îles de la chaîne.
- 1968 : Les Philippines envoient des troupes sur trois îles dans le but de protéger les citoyens de Kalayaan et annoncent l'annexion du groupe d'îles de Kalayaan.
- 1971 : La Malaisie a émis des revendications sur certaines des îles Spratleys.
- 1972 : Les Philippines incorporent les îles Kalayaan dans sa province de Palawan.
- 1975 : Le Viêt Nam réunifié déclare des revendications sur les îles Spratleys.
- 1978 : Un décret présidentiel des Philippines décrit les revendications territoriales sur la partie Kalayaan des îles.
- 1979 : La Malaisie a publié une carte de sa revendication de plateau continental, qui comprenait douze îles du groupe Spratleys. Le Viêt Nam a publié un livre blanc décrivant ses revendications sur les îles et contestant celles des autres demandeurs.
- 1982 : Le Viêt Nam publie un autre livre blanc, occupe plusieurs des îles et construit des installations militaires. Les Philippines ont occupé plusieurs autres îles et ont construit une piste d'atterrissage.
- 1983 : La Malaisie occupe le récif Swallow (Layang Layang), au sud des îles Spratleys. Une base navale et un complexe de plongée ont ensuite été construits à cet endroit sur des terres récupérées.
- 1984 : Brunei a établi une zone de pêche exclusive englobant le récif Louisa et les zones voisines dans le sud-est des îles Spratleys.
- 1986 : La première expédition conjointe Philippines-Viêt Nam de recherche scientifique marine en mer de Chine méridionale a été menée à bord du RPS Explorer.
- 1987 : La république populaire de Chine (RPC) a mené des patrouilles navales dans les îles Spratleys et a établi une base permanente.
- 1988 : Les navires de guerre de la RPC et les navires de transport vietnamiens se sont affrontés au récif de Johnson du Sud. Plus de 70 Vietnamiens ont été tués et deux navires de transport vietnamiens ont été coulés. La RPC a pris le contrôle de certains des récifs Spratleys.
- 1994 : La république populaire de Chine, la Malaisie et les Philippines signent la Convention des Nations unies sur le droit de la mer (CNUDM). L'histoire comme base juridique n'est plus acceptée.
- 1995 : Le gouvernement philippin a révélé qu'une structure militaire de la RPC était en cours de construction sur le récif Mischief. Le président philippin Fidel Ramos a ordonné des patrouilles accrues dans les zones contrôlées par les Philippines; l'incident a conduit à de nombreuses arrestations de pêcheurs chinois et à des affrontements navals avec les navires de la Marine chinoise.
- 1999 : Un navire philippin datant de la Seconde Guerre mondiale (LT 57 Sierra Madre) s'échoue sur le banc Second Thomas. Malgré les demandes initiales de la république de Chine pour son retrait et les offres ultérieures de la RPC pour son retrait gratuit, le navire reste échoué sur le récif.
- 2008 : Le président de Taïwan est devenu le premier chef d'État d'un pays demandeur à visiter les îles Spratleys. Sa visite a suscité des critiques de la part d'autres demandeurs.
- 2009 : Le bureau du président philippin a promulgué la « loi philippine sur les lignes de base de 2009 » (RA 9522). La loi classe le groupe d'îles de Kalayaan et le haut-fond de Scarborough comme un « régime d'îles sous la république des Philippines ». Cela signifie que les Philippines continuent de revendiquer les îles contestées. En mai, deux soumissions ont été présentées à la Commission des Nations unies sur les limites du plateau continental (CLPC) : une soumission conjointe de la Malaisie et du Viêt Nam revendique la juridiction sur leurs plateaux continentaux respectifs jusqu'à 200 milles marins ; une communication du Viêt Nam revendique la compétence sur une zone étendue du plateau continental. La république populaire de Chine et les Philippines ont toutes deux protesté contre ces mesures, déclarant qu'elles violaient les accords conclus concernant les îles.
- 2011 : Le 18 mai 2011, China Mobile a annoncé que sa couverture de téléphonie mobile s'était étendue pour inclure les îles Spratleys, sous prétexte qu'elle peut permettre aux soldats stationnés sur les îles, aux pêcheurs et aux navires marchands dans la zone d'utiliser les services mobiles, et peut également fournir une assistance lors de tempêtes et de sauvetages en mer. Le déploiement de l'assistance de China Mobile sur les îles a pris environ un an. En mai, des patrouilleurs de la RPC ont attaqué et coupé les câbles de navires vietnamiens d'exploration pétrolière près des îles Spratleys. Les incidents ont déclenché plusieurs manifestations anti-chinoises au Viêt Nam. En juin, la marine de l'APL a mené trois jours d'exercices, y compris des exercices de tir réel, dans les eaux contestées. Cela a été considéré comme un avertissement au Viêt Nam, qui avait également mené des exercices d'incendie près des îles Spratleys. Des patrouilleurs de la RPC ont tiré des coups répétés sur une cible située sur une île apparemment inhabitée, alors que des avions de chasse jumeaux filaient en tandem au-dessus de leur tête. 14 navires ont participé aux manœuvres, organisant des exercices anti-sous-marins et d'atterrissage sur la plage visant à « défendre les atolls et protéger les voies maritimes ».
- 2012 : Le 11 juillet 2012, une frégate chinoise de type 053, le Dongguan, s'est échouée sur le récif Mischief contrôlé par la RPC, provoquant l'embarras du gouvernement chinois et provoquant une situation diplomatique délicate. Le navire a ensuite été remorqué jusqu'à la base.
- 2014 : Le 6 mai 2014, la police philippine a arrêté 11 braconniers de tortues chinois à bord du Qiongqionghai près de Half Moon Shoal.
- 2015 : Le 20 mai 2015, la marine chinoise a sévèrement averti un P8-A Poseidon des États-Unis, lors d'un vol de surveillance au-dessus du récif Fiery Cross, de quitter la « zone d'alerte militaire chinoise ». Le Pentagone a publié un enregistrement vidéo du défi lancé à CNN au milieu d'un « élan croissant au sein du Pentagone et de la Maison Blanche pour prendre des mesures concrètes » dans la région.
- 2016 : Le 16 février 2016, les images d'Image Sat International (ISI) ont montré que l'armée chinoise avait déployé un système avancé de missiles sol-air sur l'une des îles contestées de la mer de Chine méridionale. Il semblait montrer le système de défense aérienne HQ-9, qui ressemble étroitement au système de missile russe S-300. Le HQ-9 a une portée de 125 milles, ce qui constituerait une menace pour tout avion, civil ou militaire, volant à proximité.
- 2017 : En janvier 2017, le Viêt Nam a signé un accord gazier de plusieurs milliards de dollars avec ExxonMobil aux États-Unis pour l'exploration et l'extraction de gaz d'ici 2023 d'une zone proche des îles Paracels contestées.
- 2018 : En mai 2018, il a été rapporté que la Chine avait discrètement installé des missiles de croisière antinavires YJ-12B et des systèmes de missiles sol-air HQ-9B sur le récif de Fiery Cross, le récif de Subi et le récif Mischief[14].
- 2021 : En novembre 2021, les navires de la Garde côtière chinoise ont utilisé des canons à eau et bloqué deux bateaux de ravitaillement philippins, empêchant ces bateaux de livrer des fournitures essentielles aux forces du Corps des Marines des Philippines stationnées sur le BRP Sierra Madre[15].
- 2023 : Le 6 août 2023, des navires de la Garde côtière chinoise ont tiré avec des canons à eau sur un navire de la Garde côtière philippine ravitaillant le BRP Sierra Madre[16].

## Histoire des îles Spratleys
- Lire la suite

En 1734, la carte de Velarde est publiée à l'échelle internationale et est mise en circulation de l'Asie vers l'Europe. La carte montrait les îles Spratleys et le haut-fond de Scarborough dans le cadre de la juridiction des Philippines, alors sous domination espagnole. Certaines des caractéristiques de la mer à l'ouest des Philippines avaient également des noms dénotant des étymologies indigènes philippines.
Au XIXe siècle, les Européens ont découvert que les pêcheurs chinois de Hainan séjournaient chaque année sur les îles Spratleys pendant une partie de l'année spécifiquement pour le commerce, ce qui était également courant pour d'autres groupes ethniques de la région tels que les Cham du Viêt Nam et les habitants de Palawan. Sulu et Luzon aux Philippines. En 1877, les Britanniques ont lancé les premières revendications juridiques modernes sur les Spratleys.
Lorsque les Spratleys et les Paracels ont été arpentés par l'Allemagne en 1883, la Chine a émis des protestations contre eux. La Chine a envoyé des forces navales en tournée d'inspection en 1902 et 1907 et a placé des drapeaux et des marqueurs sur les îles. L'État successeur de la dynastie Qing, la république de Chine, revendiquait les îles Spratleys et Paracels sous la juridiction de Hainan.
Entre le 7 avril 1933 et le 13 avril 1933, la France prend possession des îles Spratleys et la notification de l'occupation paraît au Journal officiel du 26 juillet 1933, par la suite les îles sont annexées à la province cochinchinoise de Baria le 21 décembre 1933 par le gouverneur de Cochinchine J. Krautheimer.
Les Spratleys et les Paracels ont été conquis par le Japon en 1939. Le Japon a administré les Spratleys via la juridiction de Taïwan et les Paracels via la juridiction de Hainan. La France et le Royaume-Uni ont protesté et réaffirmé la souveraineté française.
En 1946, les Américains ont rappelé aux Philippines lors de leur indépendance que les Spratleys n'étaient pas un territoire philippin, à la fois pour ne pas irriter Chiang Kai-shek en Chine et parce que les Spratleys ne faisaient pas partie des Philippines conformément au traité de Paris signé par l'Espagne avec les États-Unis en 1898.
Les Paracels et les Spratleys ont été remis au contrôle de la république de Chine par le Japon après la reddition du Japon en 1945, puisque les puissances alliées ont assigné à la république de Chine la réception des redditions japonaises dans cette région.
La république de Chine a mis en garnison l'île d'Itu Aba (Taiping) en 1946 et y a affiché des drapeaux et des marqueurs chinois avec l'île Woody dans les Paracels, la France a essayé, mais n'a pas réussi à les faire quitter l'île Woody. Le but de la république de Chine était de bloquer les revendications françaises.
En 1947, la république de Chine a dressé la carte montrant la revendication en forme de U sur l'ensemble de la mer de Chine méridionale, montrant les Spratleys et les Paracels en territoire chinois. En 1947, le gouvernement de la république de Chine a renommé 159 îles de la région et a publié la carte des îles de la mer de Chine méridionale. Le ROC a occupé l'île Taiping, la plus grande île des Spratleys, constamment depuis 1956.
La république de Chine (ROC), qui gouvernait la Chine continentale avant 1949, est confinée à Taïwan depuis 1949.
Après avoir retiré sa garnison en 1950 lorsque la république de Chine a évacué vers Taïwan, lorsque le Philippin Tomás Cloma a déraciné un drapeau ROC sur Itu Aba a revendiqué les Spratleys et, la république de Chine (aujourd'hui Taïwan) a de nouveau reconstitué Itu Aba en 1956.
La garnison de Taïwan de 1946 à 1950 de 1956 à aujourd'hui sur Itu Aba représente une « occupation effective » des Spratleys. La Chine a établi un système de défense côtière contre les pirates ou contrebandiers japonais.
Le Viêt Nam du Nord a reconnu les revendications de la Chine sur les Paracels et les Spratleys pendant la guerre du Viêt Nam car il était soutenu par la Chine. Ce n'est qu'après avoir remporté la guerre et conquis le Viêt Nam du Sud que le Viêt Nam du Nord a retiré sa reconnaissance et admis qu'il les reconnaissait comme faisant partie de la Chine pour recevoir l'aide de la Chine dans la lutte contre les Américains.
Les Philippines ont revendiqué les Spratleys en 1971 sous le président Marcos, après que les troupes taïwanaises ont attaqué et tiré sur un bateau de pêche philippin sur Itu Aba.
Sous le président Lee Teng-hui, Taïwan a déclaré que « légalement, historiquement, géographiquement ou en réalité », toutes les îles de la mer de Chine méridionale et des Spratleys étaient le territoire de Taïwan et sous la souveraineté taïwanaise, et a dénoncé les actions entreprises là-bas par la Malaisie et les Philippines, dans une déclaration du 13 juillet 1999 publiée par le ministère des Affaires étrangères de Taïwan. Les affirmations de Taïwan et de la Chine se « reflètent » l'une l'autre ; lors des pourparlers internationaux impliquant les îles Spratleys, la Chine et Taïwan ont coopéré puisque les deux ont les mêmes revendications.
Taïwan et la Chine sont largement alignés stratégiquement sur la question des îles Spratleys, puisqu'ils revendiquent tous deux exactement la même zone, de sorte que le contrôle de Taïwan sur l'île d'Itu Aba (Taiping) est considéré comme une extension de la revendication de la Chine. Taïwan et la Chine revendiquent tous deux l'ensemble de la chaîne insulaire, tandis que tous les autres demandeurs n'en revendiquent que des parties. La Chine a proposé une coopération avec Taïwan contre tous les autres pays revendiquant les îles. Les législateurs taïwanais ont exigé que Taïwan fortifie l'île d'Itu Aba (Taiping) avec des armes pour se défendre contre les Vietnamiens, et les ONG chinoises et taïwanaises ont fait pression sur Taïwan pour qu'il étende les capacités militaires de Taïwan sur l'île, ce qui a joué un rôle dans l'élargissement de la piste de l'île en 2012. La Chine a exhorté Taïwan à coopérer et a offert à Taïwan une part des ressources pétrolières et gazières tout en excluant tous les autres demandeurs rivaux. Les législateurs taïwanais se sont plaints des agressions et des intrusions répétées des Vietnamiens sur Itu Aba (Taiping) de Taïwan, et Taïwan a commencé à considérer le Viêt Nam comme un ennemi des îles Spratleys, et non de la Chine. Chiu Yi, directeur du conseil d'administration de la compagnie pétrolière d'État taïwanaise CPC Corp, a qualifié le Viêt Nam de « plus grande menace » pour Taïwan. La piste d'atterrissage de Taïwan sur Taiping a irrité le Viêt Nam. La Chine considère que l'expansion par Taïwan de son armée et de sa piste d'atterrissage à Taiping profite à la position de la Chine face aux autres demandeurs rivaux des pays d'Asie du Sud-Est.
La Malaisie a occupé militairement trois îles qu'elle considère comme faisant partie de son plateau continental. Le récif Swallow (Layang Layang / Terumbu Layang / Pulau Layang Layang) était sous contrôle en 1983 et a été transformé en île grâce à une remise en état des terres qui accueille désormais également un centre de plongée. L'armée malaisienne occupe également le récif d'Ardasier (Terumbu Ubi) et le récif de Mariveles (Terumbu Mantanani).
Depuis 1992, la Malaisie et le Viêt Nam sont convenus de développer conjointement des zones autour de ces îles contestées. La Malaisie a déclaré qu'elle surveillait toutes les mesures prises par les pays impliqués dans le différend.
Taïwan a effectué des exercices militaires de tir réel sur l'île Taiping en septembre 2012 ; des rapports ont déclaré que le Viêt Nam avait été explicitement désigné par l'armée taïwanaise comme « l'ennemi imaginaire » de l'exercice. Le Viêt Nam a protesté contre les exercices comme une violation de son territoire et « a exprimé sa colère », exigeant que Taïwan arrête l'exercice. Parmi les inspecteurs de l'exercice de tir réel se trouvaient des législateurs nationaux taïwanais, ajoutant aux tensions.
En 2010, il a été rapporté que l'ancien Premier ministre malaisien Mahathir Mohamad croyait que la Malaisie pouvait profiter de la croissance économique de la Chine grâce à la coopération avec la Chine, et a déclaré que la Chine « n'était une menace pour personne et ne s'inquiétait pas de l'agression de Chine », accusant également les États-Unis de provoquer la Chine et d'essayer de monter les voisins de la Chine contre la Chine. Les autorités malaisiennes n'ont manifesté aucune inquiétude quant à la conduite par la Chine d'un exercice militaire à James Shoal en mars 2013, Cependant, jusqu'à présent, la Malaisie a maintenu des relations équilibrées avec les pays impliqués dans ce différend. Mais depuis que la Chine a commencé à empiéter sur ses eaux territoriales, la Malaisie est devenue active dans la condamnation de la Chine.
En janvier 2013, les Philippines ont officiellement engagé une procédure d'arbitrage contre la revendication de la Chine sur les territoires situés à l'intérieur de la « ligne à neuf traits » qui comprend les îles Spratleys, qui, selon elles, sont « illégales » en vertu de la Convention des Nations unies sur le droit de la mer (CNUDM). Un tribunal arbitral a été constitué en vertu de l'annexe VII de la CNUDM et il a été décidé en juillet 2013 que la Cour permanente d'arbitrage (CPA) ferait office de greffe et exercerait des fonctions administratives dans la procédure.
Le 12 juillet 2016, les arbitres du tribunal de la CPA se sont unanimement entendus avec les Philippines. Ils ont conclu dans la sentence qu'il n'y avait aucune preuve que la Chine avait historiquement exercé un contrôle exclusif sur les eaux ou les ressources, il n'y avait donc « aucune base juridique permettant à la Chine de revendiquer des droits historiques » sur la ligne en neuf tirets. En conséquence, la décision du tribunal de la CPA est jugée définitive et sans appel par les deux pays. Le tribunal a également critiqué les projets de poldérisation de la Chine et sa construction d'îles artificielles dans les îles Spratleys, affirmant qu'ils avaient causé « de graves dommages à l'environnement des récifs coralliens ». Il a également qualifié l'île Taiping et d'autres éléments des îles Spratleys de « roches » au titre de la CNUDM, et n'ont donc pas droit à une zone économique exclusive de 200 milles marins. La Chine a cependant rejeté la décision, la qualifiant de « mal fondée ». Taïwan, qui administre actuellement l'île de Taiping, la plus grande des îles Spratleys, a également rejeté la décision.